# غابرييل دوس سانتوس
غابريال دوس سانتوس (مواليد 19 ديسمبر 1997) لاعب كرة قدم برازيلي يلعب مدافعًا لنادي أرسنال الإنجليزي ومنتخب البرازيل.
انتقل إلى أرسنال في سبتمبر 2020 قادمًا من ليل الفرنسي.

## روابط خارجية
- غابرييل دوس سانتوس على موقع الاتحاد الأوربي (الإنجليزية)
- غابرييل دوس سانتوس على موقع إي إس بي إن إف سي (الإنجليزية)
- غابرييل دوس سانتوس على موقع قاعدة بيانات كرة القدم.إي يو (الإنجليزية)
- غابرييل دوس سانتوس على موقع ليكيب (الفرنسية)
- غابرييل دوس سانتوس على موقع Soccerbase.com (لاعب) (الإنجليزية)
- غابرييل دوس سانتوس على موقع Soccerway.com (الإنجليزية)
- غابرييل دوس سانتوس على موقع عالم كرة القدم.نت (الإنجليزية)
- غابرييل دوس سانتوس على موقع AS.com (الإسبانية)